# Борис Христов
Борис Кирилов Христов (болг. Борис Кирилов Христов; 18 травня 1914 — 28 червня 1993) — болгарський оперний співак (бас), який визнається багатьма музичними критиками як найвизначніший бас ХХ століття.
Христов мав відмінний голос з характерним темним тоном. Незважаючи на те, що його голос не був таким сильним, як деякі інші басові голоси, він не відчував ніяких труднощів у великих аудиторіях, таких як опера Сан-Франциско. Завдяки своєму почуттю сцени і драматичному характеру він був гідним спадкоємцем великої традиції слов'янських басових голосів, прикладами яких були Федір Стравінський, Лев Сибіряков, Володимир Касторський, Федір Шаляпін, Олександр Кіпніс і Марк Рейзен.

## Біографія

### Родина
Народився 18 травня 1914 року в Пловдиві. Борис був другою дитиною у сім'ї Райни та Кирила Христових. Мав старшого брата Миколу. На той час його батько, Кирило Христов Совічанов, працював учителем у пловдивській гімназії. У молоді роки він, виходець з македонського міста Бітола, був активним діячем Внутрішньої македонсько-одринської революційної та Ілінденської організацій. Дід Бориса Христова по батьківській лінії, Христо Совічанин-Псалтов, також був революціонером, адже брав участь у боротьбі за незалежність Болгарської церкви. Відомо, що мати Бориса, Райна, була дочкою Тодора поп Іванова з Софії, її мати була з Прилепа, а дід був скрипалем і співаком-самоучкою.
Власною родиною Борис Христов обзавівся тільки у 1949 році, коли він взяв за дружину Франку де Рензіс (1915–2010). Перше знайомство з нею співака відбулося ще у 1946 році, але весілля дуже довго відкладали.

### Освіта
Борис Христов демонстрував гарні можливості свого голосу ще у дитячому віці, коли співав у церковному хорі собору св. Олександра Невського в Софії. У 1930 році він почав співати в хорі «Ґусла», а вже після 1940 року став його солістом. Протягом цього часу, майбутній маестро встиг завершити навчання в середній школі, а в 1942 році й факультет Софійського університету. До цього часу він не ставив перед собою мети, щоб стати оперним співаком. Тим не менш, його вокальні здібності справляли значне враження, тому вже у травні 1942 року Борис Христов отримав стипендію від уряду Болгарського царства (за особистої участі та підтримки царя Бориса III). Завдяки цій стипендії, юний співак вирушив до Мілана на навчання до легендарного італійського баритона Рікардо Страчарі (1875–1955).

### Професійна кар'єра
Після декількох відвідувань із сольними концертами Австрії у 1944 та 1945 роках, у грудні 1945 року Христов повертається до Італії. Тут він вперше дебютує 12 травня 1946 року в Реджо-Калабрія як персонаж Коліна в опері «Богема» Джакомо Пуччіні. У подальші роки Христов грав декілька ролей в міланському оперному театрі Ла Скала, у венеціанському Великому театрі Ла Феніче, операх Риму, в лондонському Королівському театрі Ковент-Гарден, а також в оперних театрах у Неаполі, Флоренції, Барселоні, Лісабоні, Ріо-де-Жанейро.
У 1950 році він був запрошений співати в нью-йоркській Метрополітен-опера, однак не був допущений в США через еміграційну заборону на видачу в'їзних віз для громадян країн радянського блоку. І це незважаючи на те, що Христов у той час не жив у Болгарії понад десять років і отримав право на постійне проживання в Італії. Як результат, після зняття цього обмеження Борис Христов дебютував в оперному театрі Сан-Франциско. Незважаючи на численні запрошення від Метрополітен-опера, він більше жодного разу так і не з'явився там.
1951 року в опері «Сицилійська вечерня» Джузеппе Верді, Борис Христов вперше співав з Марією Каллас, з якою в наступному десятилітті вони часто виступали разом. Наприкінці 1953 року він брав участь у записі опери «Борис Годунов», де виконав всі три бас-партії — Бориса Годунова, Варлаама і Пимена.
У період з 1964 по 1965 рік Борис Христов вимушений був перервати свою кар'єру через хворобу.
Протягом усього свого перебування за кордоном, відносини Бориса Христова з комуністичним урядом Болгарії залишалися напруженими, інколи навіть набуваючи відвертої ворожості. Співак навіть не був допущений на похорони свого батька у 1961 році, коли йому було відмовлено у в'їзній візі. Повернутися на батьківщину Борис Христов зміг тільки 1962 року, після двадцяти років перебування на чужині.

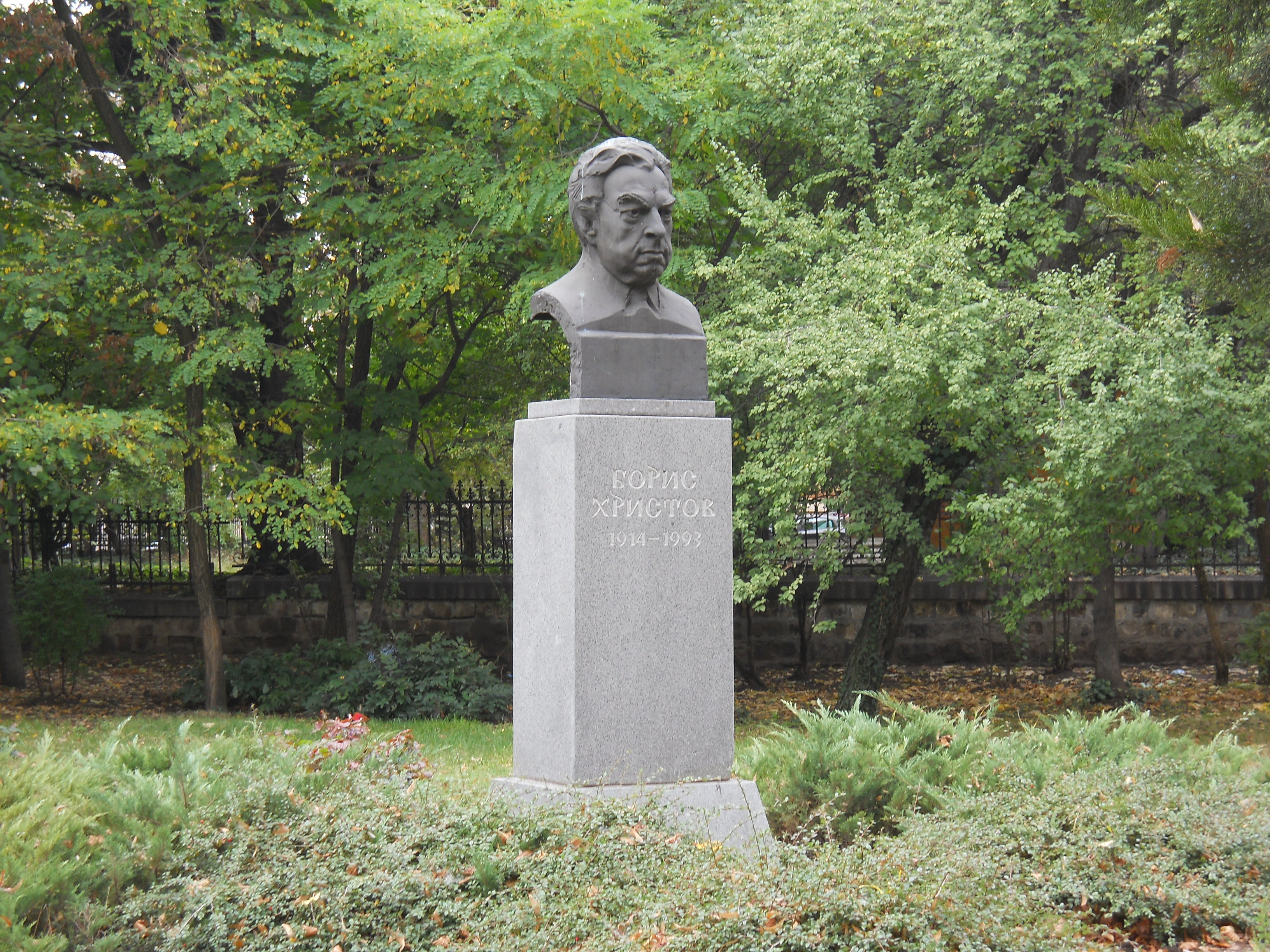
Пам'ятник Борису Христову біля Собору Олександра Невського в Софії, Болгарія

У 1967 році помирає мати Бориса, Райна Христова.
З 1970-х років відносини між співаком та болгарським урядом поступово теплішають. У 1976 році він проводить запис церковнослов'янських співів разом з хором собору «Св. Олександра Невського». У 1978 році в цьому ж соборі було зроблено повторно вже нові записи. Незважаючи на те, виступати на болгарський оперній сцені Борису Христову влада так і не дозволила.
Варто зауважити, що з 1970 року Борис Христов все рідше з'являється в оперних виставах. Співак завершив свою кар'єру, давши концерт в Болгарській академії культури і мистецтв в Римі 22 червня 1986 року.
Борис Христов помер 28 червня 1993 року в Римі, але його тіло було перевезено до Болгарії та поховано в софійському соборі «Св. Олександра Невського».

## Репертуар
Борис Христов в першу чергу відомий своїми ролями в операх Верді, а також російських композиторів. Особливе місце в його репертуарі займає роль царя в опері М. П. Мусоргського «Борис Годунов», виконання якої вважають найкращим після Ф. І. Шаляпіна. Видатними ролями Бориса Христова вважаються також:
- Сенека в опері Клаудіо Монтеверді «Коронація Поппеї»;
- Філіп II в «Дон Карлосі» та Захарія в «Набукко» Дж. Верді;
- Мефістофель в операх Ш. Гуно та А. Бойто;
- Іван Сусанін в однойменній опері М. І. Глінки;
- Івана Грозного в однойменній опері М. А. Римського-Корсакова;
- Галицького та Кончака в «Князі Ігорі» О. П. Бородіна;
- та інші[5].

Був чудовим виконавцем вокальної церковної музики. Виконав і записав всі пісні М. П. Мусоргського.

## Нагороди
- Музична нагорода «Леоні Сонінг» (1969).
- Почесний громадянин Старої Загори (2004)[6].